# Дом Феодосия Черниговского
Дом Феодо́сия Черни́говского (укр. Будинок Феодосія Чернігівського) — памятник архитектуры национального значения в Чернигове. Первоначально в нём проживал архимандрит Феодосий Углицкий. Является старейшим памятником деревянной жилой архитектуры на Левобережной Украине.

## История
Постановлением Совета Министров УССР от 06.09.1979 № 442 «Про дополнение списка памятников градостроения и архитектуры Украинской ССР, которые находятся под охраной государства» («Про доповнення списку пам’яток містобудування і архітектури Української РСР, що перебувають під охороною держави») дому присвоен статус памятника архитектуры национального значения с охранным № 1766 под названием «Дом Феодосия».

## Описание
Входит в комплекс сооружений Елецкого Успенского монастыря — участок историко-архитектурного заповедника Чернигов древний, расположенный на Елецкой Горе — улица Князя Чёрного, 1.
Построен в 1688 году, подтверждением чему служит резная надпись на балке, которая поддерживает потолок. В конце 80-х — в начале 90-х годов XVII века в доме проживал архимандрит Елецкого монастыря Феодосий, который в 1693 году стал архиепископом Черниговским. После постройки в 1811 году каменного дома настоятеля, служил резиденцией наместников монастыря. С 1892 года в доме действовала иконописная школа.
Вследствие перестройки XVIII—XX веков дом приобрёл новую форму: изменена крыша, появилась пристройка с западной стороны, в середине была сделана перепланировка. Деревянный, одноэтажный, четырёхоконный, со входом слева, прямоугольный в плане дом.
Дом Феодосия Черниговского является старейшим деревянным жилым зданием Левобережной Украины, которое сохранилось до нашего времени. Сохранению дома от пожаров способствовало то, что он был расположен в отдалении от других построек и постоянно находился под наблюдением монахов.